# Pleroma turbinatum
Pleroma turbinatum är en svampdjursart som beskrevs av William Johnson Sollas 1888. Pleroma turbinatum ingår i släktet Pleroma och familjen Pleromidae. Inga underarter finns listade i Catalogue of Life.